# Presidencia Roca
Presidencia Roca est une localité argentine située dans la province du Chaco et dans le département de Libertador General San Martín.

## Démographie
Sa population était de 3 720 habitants (Indec, 2001), ce qui représente une croissance de 68,7 % par rapport au recensement précédent de 1991 qui comptait 2 205 habitants. Dans la municipalité, le total s'élevait à 4 987.